# Il-Munxar
Il-Munxar (engelska: Munxar) är en ort och kommun i republiken Malta. Den ligger på ön Gozo i den nordvästra delen av landet, 30 kilometer nordväst om huvudstaden Valletta. 